# František Budischowsky
Franz Karl Josef Budischovsky (František Karel Josef Budischowsky, Franz I. Karl Josef Budischowsky, Franz starší Karl Josef Budischowsky; 20. listopadu 1808 Třebíč – 29. dubna 1885 tamtéž) byl český podnikatel.

## Biografie
Jeho otcem byl koželužnický mistr, cechovní představený, měšťan, magistrátní rada a purkmistr Johann Anton Budischowsky, jeho bratrem byl Karl Ferdinand Leopold Budischowsky. Bratři v roce 1832 či 1827 převzali otcovu koželužnickou firmu Budischowsky & Söhne, který působila na Stařečce v Třebíči. Postupně se rozhodli vybudovat velkou továrnu, v roce 1835 však začali podnikat samostatně, stihli však spolu postavit větrný mlýn a zakoupit Padrtův mlýn a přádelnu. František působil v domech na Stařečce, Karel pak v Borovině. Postupně se Františkova firma rozvíjela, zakoupil několik domů na Stařečce a také ve Vídni, kde v roce 1871 zřídil pobočku. Nechal v Kožichovicích postavit rodinný statek.
V roce 1862 do společnosti přibral dva ze svých 11 synů, jedním z nich byl i Franz II. Karl Johann Budischowsky (1838–1881), s tím postupně rozvíjeli společnost, druhým synem ve firmě byl Josef Budischowsky (1852–1908), ten pracoval původně v rodinné firmě. Hlavním společníkem a ředitelem byl od roku 1885. V roce 1894 nechal postavit novou továrnu. V roce 1918 se pak původně Františkova firma spojila s firmou jeho bratra – Carl Budischowsky & Söhne.
Zemřel roku 1885 a byl pohřben v rodinné kaplové hrobce na Starém hřbitově v Třebíči.